# Emmabuntüs
Emmabuntüs ist eine ursprünglich von Ubuntu und seit 2016 direkt von Debian abgeleitete Linux-Distribution, mit dem Ziel, auch für Anfänger zugänglich und auch auf älterer Hardware lauffähig zu sein.
Der Name Emmabuntüs ist eine Zusammensetzung aus Emmaus und Ubuntu.
Die Distribution wurde entwickelt, um Computer neu aufzusetzen, die an Hilfsorganisationen gespendet worden sind, wie die Emmaus-Bewegungen (französisch Emmaüs geschrieben), in deren Umfeld sie entstanden ist.

## Charakteristika
- Emmabuntüs kann ohne Internetverbindung installiert werden, denn alle notwendigen Pakete sind im Speicherabbild enthalten.
- Für den Emmabuntüs 2 Live Modus ist 1 GB RAM erforderlich.
- Für die vollständige Installation sind 512 MB (32 Bit) bzw. 1 GB (64 Bit) RAM erforderlich.
- Ein Installationskript führt die grundlegenden Installationsschritte automatisch durch (z. B. Benutzername, vordefiniertes Passwort).
- Das Speicherabbild enthält Pakete für zahlreiche Sprachen und einige optionale proprietäre Codecs. Das Installationskript ermöglicht es, zu wählen, ob man die proprietäre Software installiert, und ob man nichtverwendete Sprachen deinstalliert, damit später die Anzahl von Updates reduziert wird.
- Vorkonfigurierte Jugendschutz-Plug-ins für den Browser (ab Version 2).
- Drei Docks stehen zur Verfügung, „Kinder“, „Anfänger“ und „Alle“, um den Zugang zu den Anwendungen zu vereinfachen.

### Desktop-Umgebung
Die Desktop-Umgebung ist Xfce mit Cairo-Dock. LXDE ist ebenfalls enthalten und kann optional installiert werden.

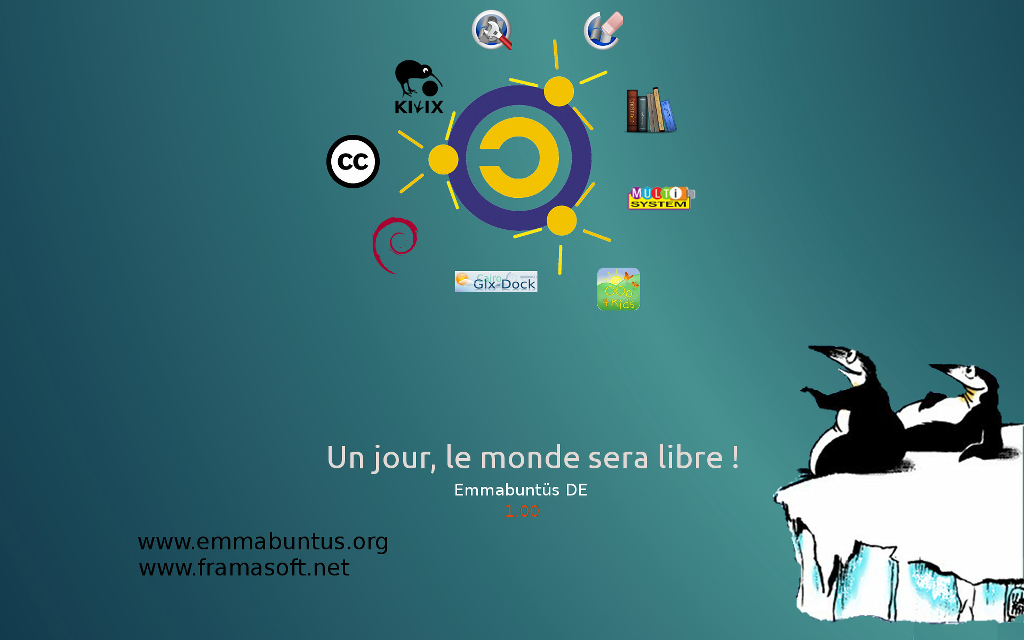
Bildschirmfoto Startvorgang
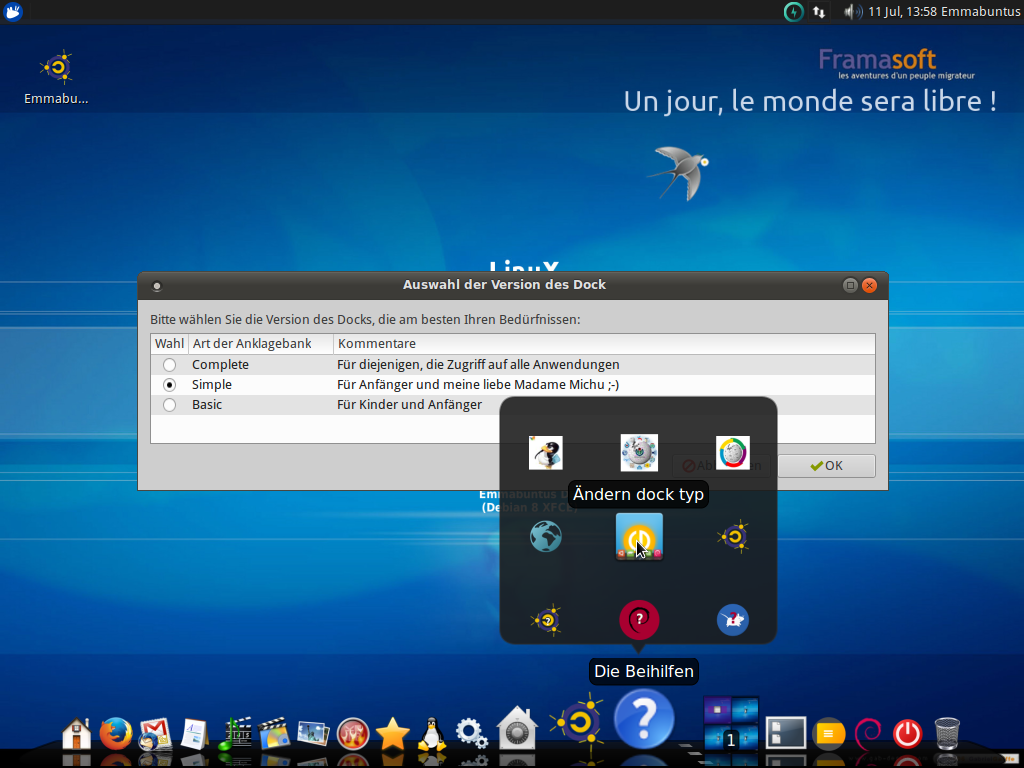
Profiländerungen des Docks
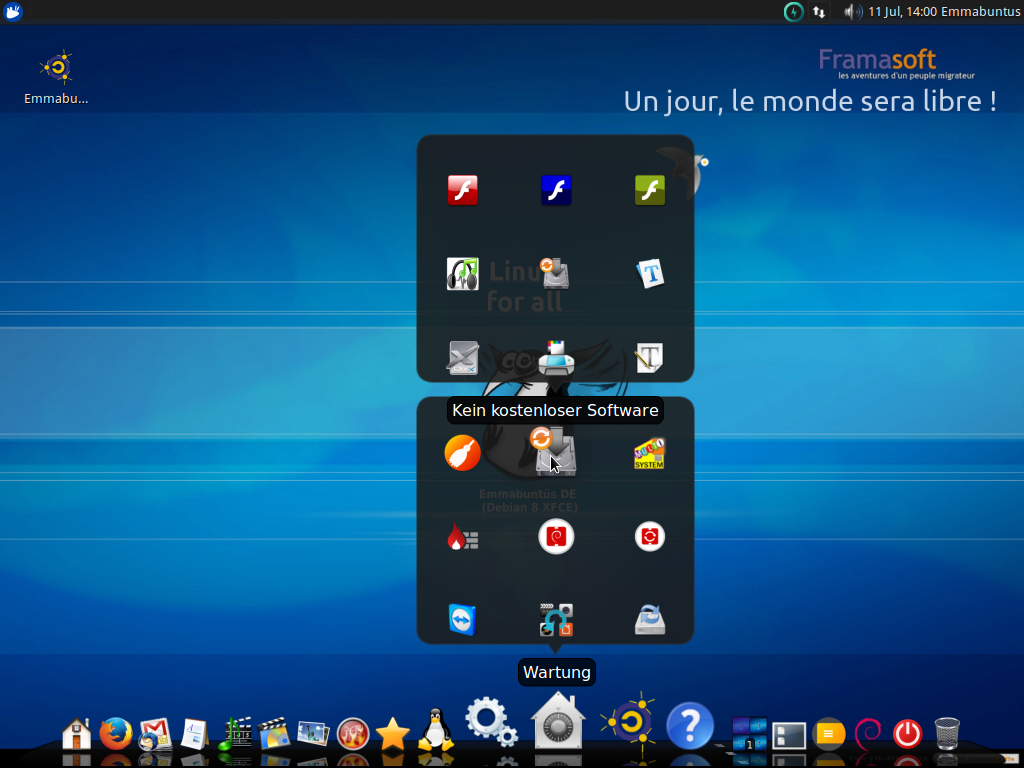
Installation unfreier Codecs
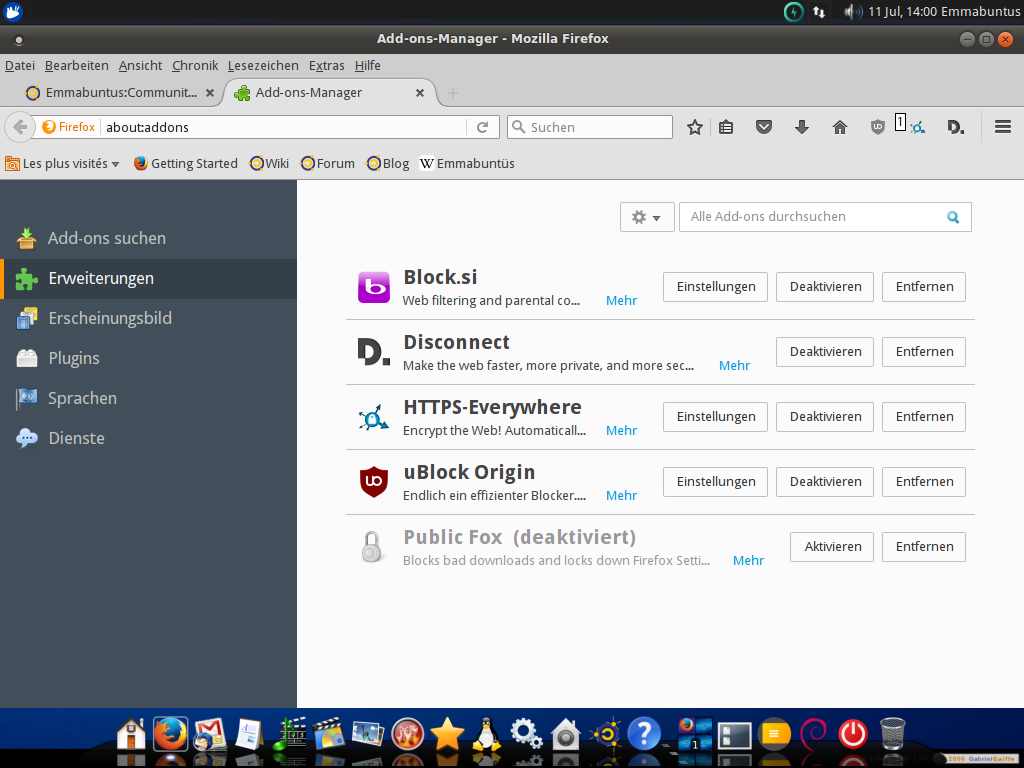
Integrierte Erweiterungen im Browser Firefox
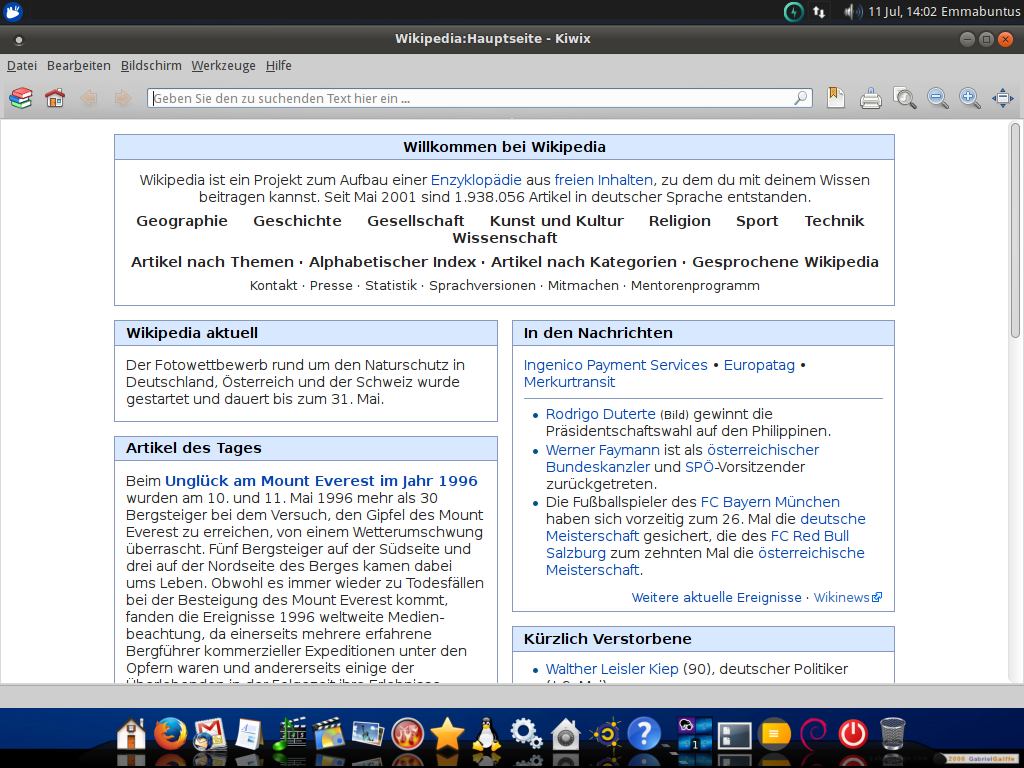
Der Kiwix offline wiki Leser
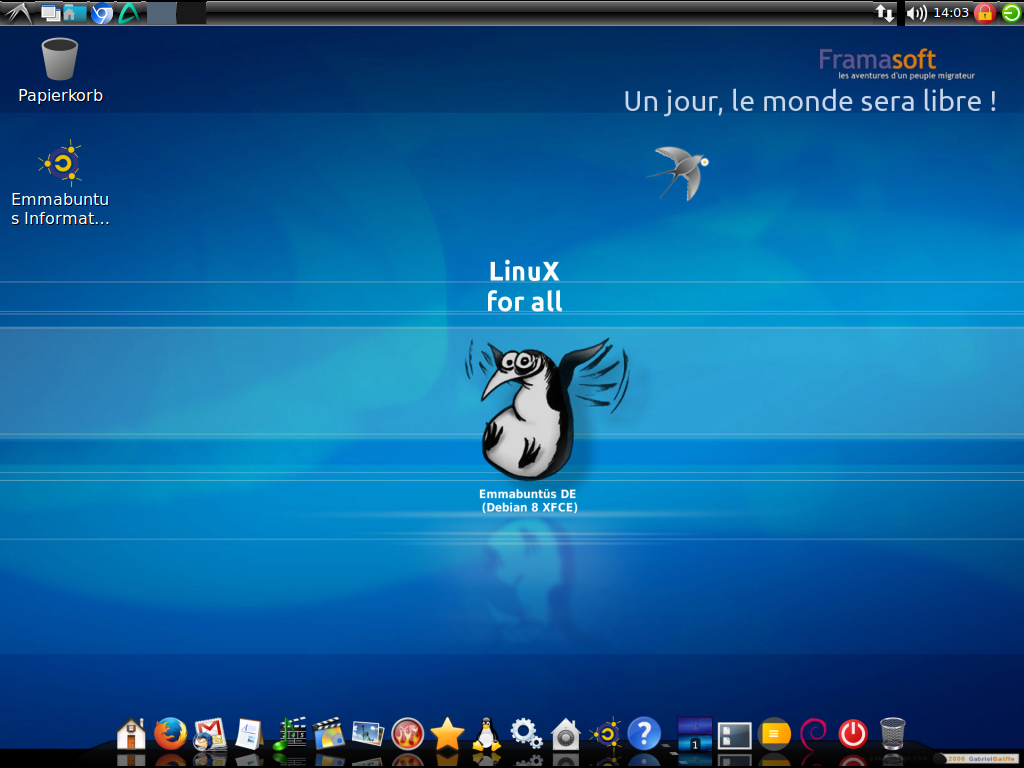
Bildschirmfoto der LXDE Umgebung

### Konfiguration
Zahlreiche Anwendungen sind vorinstalliert. Für eine Aufgabe sind meist mehrere verschiedene Programme vorhanden, damit der Benutzer eine Auswahl hat. Die folgende Liste zeigt ein paar Beispiele:
- Firefox Browser mit add-ons: uBlock Origin, Disconnect, HTTPS Everywhere
- E-Mail Programme: Mozilla Thunderbird
- Instant messaging: Pidgin, Jitsi
- Transfer Tools: FileZilla, Wammu, Transmission
- Office: AbiWord, Gnumeric, HomeBank, LibreOffice, LibreOffice for schools, Kiwix, Calibre, Scribus
- Audio: Quod Libet, Audacity, Clementine, PulseAudio, Asunder
- Video: Kaffeine, VLC media player, Kdenlive, HandBrake
- Foto: Nomacs, GIMP, Inkscape
- CD brennen: Xfburn
- Spiele: PlayOnLinux, SuperTux, TuxGuitar
- Genealogie: Ancestris
- Bildung: GCompris, Stellarium, Tux Paint, TuxMath, Scratch
- Utilities: GParted, Wine, CUPS

### Versionen
| Codename             | Version | Veröffentlichung   | Anmerkung                                                |
| -------------------- | ------- | ------------------ | -------------------------------------------------------- |
| Emmabuntüs Equitable | 1.0     | 29. März 2011      | erste Version, basiert auf Ubuntu 10.04 LTS              |
| Emmabuntüs 2         | 2.1.09  | 18. Dezember 2014  | zweite Version, basiert auf Xubuntu 12.04 LTS            |
| Emmabuntüs 3         | 3.1.01  | 12. Oktober 2015   | dritte Version, basiert auf Xubuntu 14.04 LTS            |
| Emmabuntüs DE        | 1.00    | 20. Juni 2016      | dritte Version, basiert auf Debian 8                     |
| Emmabuntüs DE        | 1.01    | 5. September 2016  | basiert auf Debian 8.5                                   |
| Emmabuntüs DE        | 1.02    | 20. März 2017      | UEFI Support, basiert auf Debian 8.7                     |
| Emmabuntüs DE        | 1.03    | 18. August 2017    | UEFI Support, basiert auf Debian 8.9                     |
| Emmabuntüs DE 2      | 1.00    | 2. Oktober 2017    | UEFI Support, basiert auf Debian 9.1                     |
| Emmabuntüs DE 2      | 1.03    | 7. Oktober 2018    | UEFI Support, basiert auf Debian 9.5                     |
| Emmabuntüs DE 3      | 1.00    | 16. September 2019 | UEFI Secure boot Support, basiert auf Debian 10.1.0      |
| Emmabuntüs DE 3      | 1.04    | 1. März 2021       | 32 bits i686 oder 64 bits amd64, basiert auf Debian 10.8 |
| Emmabuntüs DE 4      | 1.03    | 27. Februar 2023   | Debian 11.6 Bullseye (32 bits i686 oder 64 bits amd64)   |
| Emmabuntüs DE 5      | 1.04    | 22. März 2025      | Debian 12.6 Bookworm (32 bits i686 oder 64 bits amd64)   |

## Geschichte, Anliegen, Verbreitung und Beachtung

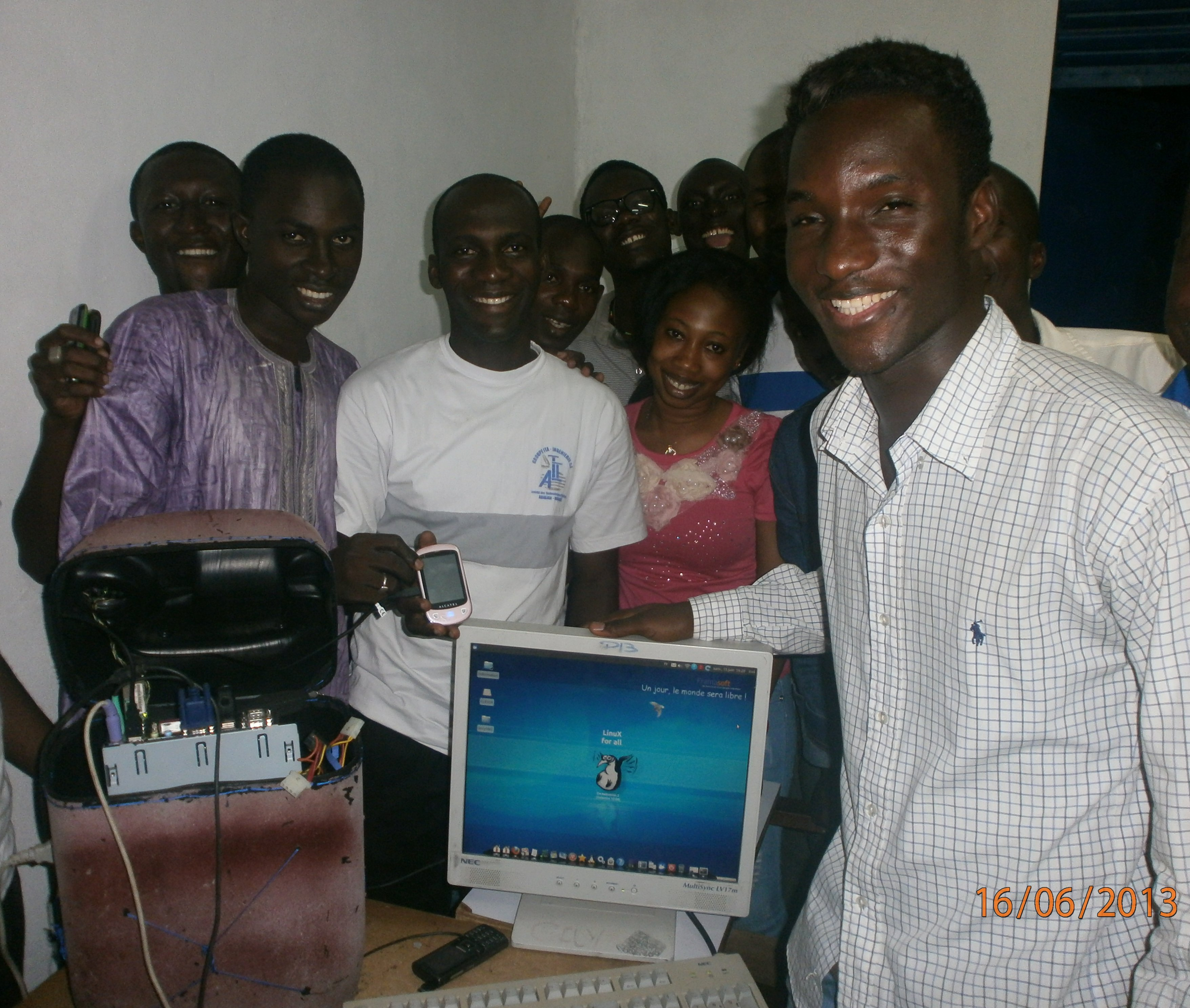
Ein Jerry SMS unter Emmabuntüs (Jerry Clan Côte d'Ivoire, 2013)

Die Distribution wurde 2010 im Umfeld der Niederlassung Emmaüs Neuilly-Plaisance unweit Paris entwickelt. Hier werden gespendete alte Computer wiederaufgearbeitet. Das Projekt verbindet soziale Anliegen mit Ressourcenschonung. Ziele der Konfiguration sind ein einfaches Betriebssystem für Anfänger (auch in der Linux-Welt) und für wenig leistungsfähige veraltete Computermodelle. Da diese oft ohne Festplatte abgegeben werden, enthält die Installationsroutine die gesamte benötigte Software, braucht also keinen funktionierenden Internetanschluss. Das unterscheidet Emmabuntüs von anderen schlanken Distributionen, bei denen der Fokus meist auf einem minimalen Erst-Installationspaket liegt. Außerdem ist eine intuitive Benutzeroberfläche mit Docks, die in den Xubuntu-Standardversionen noch nicht enthalten ist, vorkonfiguriert. Um die Isolierung der Open-Source-Szene von den kommerziellen Anbietern zu überwinden, will die Distribution es dem Benutzer überlassen, streng bei freier Software zu bleiben, oder proprietäre Pakete zu verwenden („fair for the choice“).
Durch die Kooperation mit Organisationen wie Les Amis de la Terre (Friends of the Earth-Netzwerk) arbeiten die Entwickler seit 2012 auch mit dem Projekt Jerry Do-It-Together (Jerry DIT) zusammen. Diese produzieren einfachste Recycling-Computer, etwa mit einem Plastikkanister als Gehäuse. Die Gruppe Jerry DIT ist neben Frankreich besonders in afrikanischen Ländern wie Algerien, Benin, der Côte d’Ivoire, Togo oder dem Tschad aktiv, um die Armutsfalle schlechter Bildung durch mangelnden Zugang zu neuen Technologien zu brechen, indem man Eigeninitiative fördert. So werden Jerry-Computer mit einem Emmabuntüs-Betriebssystem etwa im Gesundheitssystem der Côte d'Ivoire (Elfenbeinküste) eingesetzt.

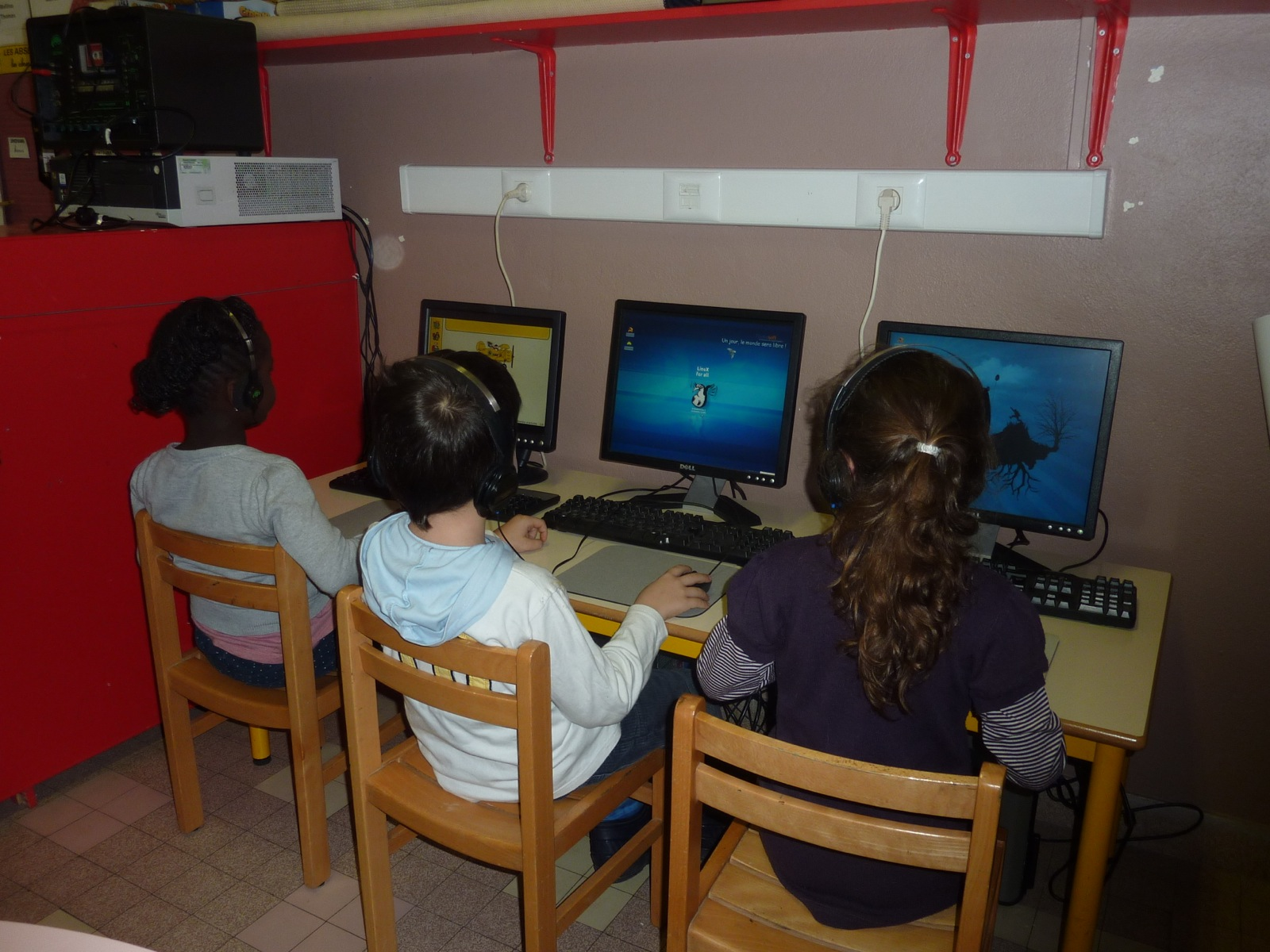
Emmabuntüs-Computer in einer École maternelle (Vorschule; St Martin d'Hères, 2014)

Ein weiteres Anliegen ist eine gut vorinstallierte Kinder-Sicherheits-Konfiguration, um den Einsatz etwa in Schulen zu erleichtern, damit die dortigen Betreuer nicht besondere Vorkenntnisse der Computeradministration benötigen.
Die Distribution bewegt sich seit 2013 in der Gegend um Platz 100 in der Liste DistroWatch.